# Miami Dolphins 1985
La stagione 1985 dei Miami Dolphins è stata la numero 20 della franchigia, la sedicesima nella National Football League. La squadra vinse per la quarta stagione consecutiva la propria division, giungendo fino alla finale della AFC.
A causa di uno sciopero in estate di Dan Marino e un infortunio del ricevitore Mark Duper, i Dolphins si trovavano solo un record di 5-4 dopo la settimana nove, terzi nella AFC East dietro ai New York Jets (7-2) e i New England Patriots. Miami tuttavia raddrizzò la propria stagione, compresa una inaspettata vittoria nel tredicesimo turno sui Chicago Bears ancora imbattuti (fu l'unica sconfitta di Chicago quella stagione). Miami vinse la propria division e nei playoff batté i campioni della AFC Central, i Cleveland Browns, 24-21. La stagione si concluse con una sconfitta a sorpresa in casa nella finale della AFC contro i Patriots. La loro ultima sconfitta al Miami Orange Bowl contro New England risaliva al 1969

## Calendario

### Stagione regolare
| Turno | Data       | Avversario             | Risultato | Pubblico |
| ----- | ---------- | ---------------------- | --------- | -------- |
| 1     | 8/9/1985   | @ Houston Oilers       | S 26–23   | 47.656   |
| 2     | 15/9/1985  | Indianapolis Colts     | V 30–13   | 53.693   |
| 3     | 22/9/1985  | Kansas City Chiefs     | V 31–0    | 69.791   |
| 4     | 29/9/1985  | @ Denver Broncos       | V 30–26   | 73.614   |
| 5     | 6/10/1985  | Pittsburgh Steelers    | V 24–20   | 72.820   |
| 6     | 14/10/1985 | @ New York Jets        | S 23–7    | 73.807   |
| 7     | 20/10/1985 | Tampa Bay Buccaneers   | V 41–38   | 62.335   |
| 8     | 27/10/1985 | @ Detroit Lions        | S 31–21   | 75.291   |
| 9     | 3/11/1985  | @ New England Patriots | S 17–13   | 58.811   |
| 10    | 10/11/1985 | New York Jets          | V 21–17   | 73.965   |
| 11    | 17/11/1985 | @ Indianapolis Colts   | V 34–20   | 59.666   |
| 12    | 24/11/1985 | @ Buffalo Bills        | V 23–14   | 50.474   |
| 13    | 2/12/1985  | Chicago Bears          | V 38–24   | 75.594   |
| 14    | 8/12/1985  | @ Green Bay Packers    | V 34–24   | 52.671   |
| 15    | 16/12/1985 | New England Patriots   | V 30–27   | 69.489   |
| 16    | 22/12/1985 | Buffalo Bills          | V 28–0    | 64.811   |

### Playoff
| Turno            | Data       | Avversario           | Risultato |
| ---------------- | ---------- | -------------------- | --------- |
| Divisional       | 29/12/1985 | Cleveland Browns     | V 24-21   |
| AFC Championship | 6/1/1986   | New England Patriots | S 31-14   |

## Classifiche
| AFC East                | AFC East | AFC East | AFC East | AFC East | AFC East | AFC East | AFC East | AFC East | AFC East |
|                         | V        | S        | P        | %        | DIV      | CONF     | PF       | PS       | Str.     |
| ----------------------- | -------- | -------- | -------- | -------- | -------- | -------- | -------- | -------- | -------- |
| Miami Dolphins(2)       | 12       | 4        | 0        | .750     | 6–2      | 9–3      | 428      | 320      | V7       |
| New York Jets(4)        | 11       | 5        | 0        | .688     | 6–2      | 9–3      | 393      | 264      | V1       |
| New England Patriots(5) | 11       | 5        | 0        | .688     | 6–2      | 8–4      | 362      | 290      | V1       |
| Indianapolis Colts      | 5        | 11       | 0        | .313     | 1–7      | 2–10     | 320      | 386      | V2       |
| Buffalo Bills           | 2        | 14       | 0        | .125     | 1–7      | 2–12     | 200      | 381      | S6       |